# 光學災變損傷
光學災變損傷（ catastrophic optical damage，COD ）或災變性光學鏡面損傷（ catastrophic optical mirror damage，COMD ）是高功率半导体激光器的一种失效模式。当半导体PN结因超过其功率密度而過載，並吸收過多產生的光能時，就會導致雷射端面的半导体熔化和重结晶，通常俗称为“二极管烧断”。受影响的区域包含大量晶格缺陷，对其性能产生负面影响。如果受影响的区域足够大，则可以在光学显微镜下觀察到雷射面變暗以及裂縫和凹陷。損壞可能發生在單一雷射脈衝內，時間在數十內，導致COD的時間與功率密度成反比。
光學災變損傷是半导体激光器性能提升的限制因素之一。这是AlGaInP/AlGaAs红色激光器的主要失效模式。 
短波长激光器比长波长激光器更容易受到COD影响。
工业产品中 COD 的典型值范围为12~20 MW /cm 2 。

## 原因和机制
在二極體雷射發射光的邊緣，傳統上透過切割半导体晶片以形成镜面反射平面來形成鏡子。與其他晶面相比，III-V族半导体晶体（例如GaAs 、 InP 、 GaSb等）中的[110]晶面較弱，從而促進了這種方法的發展。晶圓邊緣的刮痕和輕微的彎曲力會導致近乎原子級完美的鏡面解理面形成，並在晶圓上沿直線傳播。
但碰巧的是，解理面上的原子態由於該面上完美週期性晶格的終止而發生了改變（與晶體內它們的體積特性相比）。解理面處的表面状态具有在半导体带隙（否则禁止）内的能级。
吸收的光導致電子空穴對的產生。這些可能導致晶體表面化学键断裂，随后氧化，或通过非辐射复合釋放熱量。然後，氧化表面對雷射的吸收增加，這進一步加速了其降解。對於含有鋁的半導體層來說，氧化尤其成問題。
本质上，当光传播通过解理面并从半导体晶体内部传输到自由空间时，一部分光能被表面态吸收，在表面态中通过声子-电子相互作用轉化為熱。這會加熱裂開的鏡子。此外，鏡子可能會發熱，因為二極體雷射（電泵）的邊緣與提供散熱路徑的安裝座接觸不那麼完美。鏡子的加熱導致半導體的帶隙在較溫暖的區域收縮。帶隙縮小使更多的電子帶間躍遷與光子能量對齊，從而導致更多的吸收。這就是热失控，一种正反馈形式，其结果可能是刻面熔化。
雷射端面因老化和環境影響（水、氧氣等侵蝕）而惡化，會增加表面的光吸收，並降低COD閾值。在使用數千小時後，雷射可能會因COD而突然發生災難性故障。 

## 改进
提高AlGaInP激光器结构中COD阈值的方法之一是硫处理，即用硫族化物玻璃代替激光端面的氧化物，以降低了表面态的复合速度。
降低表面态复合速度也可以通过在超高真空中分裂晶体并立即沉积合适的钝化层来实现。
可以在表面沉积一层薄薄的铝，以吸收氧气。 
另一种方法是表面掺杂，增加带隙并减少激光波长的吸收，将吸收最大值向上移动几纳米。 
通过防止在镜区域附近注入电荷载流子，可以避免镜区域附近的电流拥挤，通过将电极沉积在远离镜子至少几个载流子扩散距离来实现的。 
通过采用加宽光腔波导可以降低表面上的能量密度，因此相同量的能量透過更大的面積射出。對應現在可以實現每微米條帶100 mW的寬度，能量密度為15~20 MW/cm2 。更寬的雷射條紋可用於更高的輸出功率，但代價是橫模振盪，從而導致光譜和空間光束品質惡化。 
在20世紀70 年代，這個問題對於發射0.630~1 µm波長之間的GaAs雷射來說尤其令人煩惱（對於用於長途電信的InP基雷射器來說，情況較小，其發射波長介於1.3~ 2 µm）。新泽西州普林斯顿的RCA实验室大卫沙诺夫研究中心的研究員、後來的副總裁 Michael Ettenberg 設計了一個解決方案。在刻面上沉積了一層薄氧化铝。如果氧化鋁厚度選擇正確，它可以起到抗反射塗層的作用，減少表面的反射，減輕了刻面的加熱和COD。
從那時起，還採用了各種其他改進。一種方法是創建一個所謂的非吸收鏡 (non-absorbing mirror，NAM)，使得最後10 µm在從解理面發出的光在想要的波長處變得不吸收。這種雷射稱為窗口雷射。
20世紀90年代初，SDL, Inc.開始提供具有良好可靠性特性的高功率二極體雷射。執行長 Donald Scifres和首席技術長David Welch在當時的SPIE Photonics West會議等會議上展示了新的可靠性績效數據。SDL用於擊敗COD的方法被認為是高度專有的，並且截至2006年6月仍未公開披露。
20世纪90年代中期，IBM研究中心（瑞士Ruschlikon）宣布其已設計出所謂的“E2 工藝”，該工藝賦予GaAs雷射非凡的抗COD性能。截至2006年6月，此過程也從未被揭露過。

## 相关
2013年高功率二极管激光器COD研究生论文 （页面存档备份，存于）